# Notre-Dame-d'Aliermont
Notre-Dame-d'Aliermont is een gemeente in het Franse departement Seine-Maritime (regio Normandië) en telt 538 inwoners (1999). De plaats maakt deel uit van het arrondissement Dieppe.
Notre-Dame-d'Aliermont maakt sinds 2017 deel uit van de Communauté de Communes Falaises du Talou.
Het is een landbouwdorp.

## Geografie
De oppervlakte van Notre-Dame-d'Aliermont bedraagt 13,5 km², de bevolkingsdichtheid is 39,9 inwoners per km².
De gemeente ligt op het plateau van Aliermont.
De onderstaande kaart toont de ligging van Notre-Dame-d'Aliermont met de belangrijkste infrastructuur en aangrenzende gemeenten.

## Demografie
Onderstaande figuur toont het verloop van het inwonertal (bron: INSEE-tellingen).